# 上人
上人是漢傳佛教對於出家人的一種敬稱，通常用於當成長老、上座之稱號，類似於和尚、喇嘛、高僧、大德、尊者、真人、上師、大師等。指内有智德、外有胜行的僧人，比如出类拔萃，在人之上，因此有了这个称谓。

## 概論
上人本義是指人上之人，與一般人相較，更為出眾而傑出的人。後被當成是一種敬稱，如在《十誦律》中記載，阿闍世王在未登基為王前，稱調達為上人，《維摩詰經》中，文殊師利菩薩稱維摩詰為上人。唐朝時，中國習慣以上人來作為僧人的敬稱。
日本的日蓮宗與淨土真宗中，上人是個敬稱，位階低於聖人。日本平安時代，於864年（貞觀6年），設立了法橋上人這個僧位。在室町時代之後，天皇降旨，提及著名僧侶時，多稱其為上人。此後，民間習慣以上人來稱呼著名的僧人。